# Залив
Заливът е част от воден басейн, вдадена в сушата. Често заливът е свързан с наличието на ограждащ го полуостров.
Най-известните (и най-големите) заливи в България са Бургаският и Варненският. 
В света има много известни заливи, сред които са:
- Персийският/Арабският залив в Индийския океан (към Азия).
- Гвинейският залив в Атлантическия океан (към Африка).
- Мексиканският залив в Атлантическия океан (към Северна Америка).
- Залив Хъдсън в Северен ледовит океан в Канада.

Някои известни заливи, като Чезапийк на Източното крайбрежие на САЩ и Санфранцисканския залив в щ. Калифорния, представляват естуар – устие на вливане на голяма река в море или океан.